# Търсино (община Виница)
 Тази статия е за селото в Северна Македония.  За селото в България вижте Търсино.  
Търсино (на македонска литературна норма: Трсино) е село в община Виница, Северна Македония.

## География
Селото е разположено източно от град Виница, в най-източните части на община Виница.

## История
В XIX век Търсино е смесено село на българи и турци, разположено в Кочанска кааза на Османската империя. Според статистиката на Васил Кънчов („Македония. Етнография и статистика“) от 1900 г. Търсино е има 660 жители, от които 150 българи християни, 500 турци и 10 цигани.
Цялото българско население на селото е под върховенството на Българската екзархия. По данни на секретаря на екзархията Димитър Мишев („La Macédoine et sa Population Chrétienne“) в 1905 година в Тирсино (Tirsino) има 160 българи екзархисти.
При избухването на Балканската война в 1912 година 1 човек от Търсино е доброволец в Македоно-одринското опълчение.
След Междусъюзническата война в 1913 година селото попада в Сърбия.
Според Димитър Гаджанов в 1916 година в Търсино живеят 300 турци и 239 българи.
На 30 май 2004 година митрополит Агатангел Брегалнишки поставя темелния камък на църквата „Света Троица“.
До 2014 година махалата на Търсино Търстия е обявена за отделно селище.

## Личности
Родени в Търсино
- Тодор Захариев, македоно-одрински опълченец, 1 и 2 рота на 7 кумановска дружина[7]
- Йорде Голачки, деец на ВМОРО, четник на Мице Блатцалията в 1915 година[8]
- Йордан Янакиев (? – 1924), деец на ВМОРО и ВМРО, четник на Георги Траянов в 1914 година,[9] загинал в сражение със сръбска войска през юли 1924 година[10]